# Hideaki Yanagida
Hideaki Yanagida (Akita, Japón, 1 de enero de 1947) es un deportista japonés retirado especialista en lucha libre olímpica donde llegó a ser campeón olímpico en Múnich 1972.

## Carrera deportiva
En los Juegos Olímpicos de 1972 celebrados en Múnich ganó la medalla de oro en lucha libre olímpica de pesos de hasta 57 kg, por delante del estadounidense Richard Sanders (plata) y del húngaro László Klinga (bronce).